# Dálnice A3 (Chorvatsko)
Dálnice A3 (chorvatsky Autocesta A3, též Posávská dálnice (chorvatsky Posavska autocesta) je jednou z nejdelších chorvatských dálnic. Je dlouhá 306,4 km a vede napříč celým severem země ve směru západ-východ. Spojuje hlavní město Záhřeb se sousedním Slovinskem a se Srbskem. Dálnice sleduje přibližně tok řeky Sávy.

## Trasa
Dálnice A3 začíná na slovinsko-chorvatském hraničním přechodu Bregana-Obrežje, kde navazuje na slovinskou dálnici A2. Pokračuje směrem k hlavnímu městu Záhřebu a poté vede na východ, do Slavonie, a to kolem měst Slavonski Brod a Slavonski Šamac až na hranici Srbska. Dálnice vede rovinatou krajinou, kolem řeky Sávy. Jednoduchý terén znamenal, že zde nejsou žádné tunely, stojí zde ale okolo čtyřiceti mostů a viaduktů.

## Historie

### Poválečné začátky a výstavba
Tato dálnice patří k těm nejstarším v zemi. V bývalé Jugoslávii měla součást dálnice Bratrství a jednoty spojovat dvě nejvýznamnější města státu – Záhřeb a Bělehrad. Nejprve však vznikla v podobě sice moderní, ale pouze dvouproudové silnice s úrovňovými kříženími. Dokončena byla takto v roce 1950.
Přestavba na plnohodnotnou dálnici probíhala až v souvislosti s nárůstem automobilové dopravy v 60. a 70. letech 20. století. Původní projekt byl vypracován tak, aby stačilo silnici pouze rozšířit o druhou část a zřídit mimoúrovňová křížení. Budována byla od záhřebské strany směrem k Bělehradu postupně po částech. Stavební práce odstartovaly roku 1977. V roce 1979 byl jako první otevřen úsek z mimoúrovňové křižovatky Jankomir po vesnici Lučko u Záhřebu. Jednalo se do značné míry o jihovýchodní část městského okruhu. Celý okruh hlavního města Záhřebu byl dokončen v roce 1981.
Nejdelší úsek ze Záhřebu až po vesnici Lipovljani byl dán do užívání roku 1981. Jednalo se celkem o 76 kilometrů dálnice.
Roku 1985 byl otevřen další úsek, tentokrát mezi vesnicemi Lipovljani a Okučani na rozhraní Slavonie a centrálního Chorvatska. O čtyři roky později byla dálnice prodloužena až do Slavonského Brodu, roku 1991 byl zbudován i obchvat uvedeného města, kterým pokračovala. Výstavba dálnice probíhala během velmi ztížené ekonomické situace země, kdy se hospodářství tehdejší Jugoslávie v podstatě hroutilo; četné byly stávky, vysoká míra inflace a nezaměstnanost. 

### Rozpad Jugoslávie a válka
Financování výstavby dálnice bylo v Jugoslávii velmi citlivou otázkou. Spojení Záhřebu a Bělehradu bylo sice jedním z klíčových témat, nicméně na Chorvatsko připadala mnohem delší část stavby vlivem skutečnosti, že se hranice mezi Srbskem a Chorvatskem nachází více než 250 km východně od Záhřebu, zato jen zhruba 100 km západně od Bělehradu. Pro hospodářský rozvoj Chorvatska byla nicméně prioritnější komunikace na jaderské pobřeží, která by mohla republice generovat vyšší příjmy z turistického ruchu, z hlediska celojugoslávského však měla větší prioritu právě dálnice A3 přes Slavonii.
Válka práce na dokončení dálnice přerušila. Zastaven byl rovněž i provoz na některých hotových částech, neboť srbští vzbouřenci obsadili již zprovozněné části dálnice. V říjnu 1991 byla část Západní Slavonie zabrána armádou samozvané Srbské autonomní oblasti Západní Slavonie, takže dálnice v úseku mezi městy Novska a Nova Gradiška byla uzavřena pro veškerou dopravu. V prosinci 1994 jednání vyústila v její znovuotevření pro tranzitní dopravu, ale provoz nebyl vzhledem k neklidné situaci bezpečný vzhledem k přítomnosti ozbrojenců a občasných přestřelek. V květnu 1995 byla západní Slavonie dobyta chorvatskou armádou při operaci Blesk (chorvatsky Operacija bljesak). Kromě všeobecné nedostatečné údržby během války byl povrch vozovky a další stavby poškozen ostřelováním. V náspech byly kopány zákopy; vozovku poškodil přesun vojenské techniky apod.

### Dokončení dálnice
Rozpad Jugoslávie sice znamenal, že význam dálnice poklesl, nicméně i nadále byla stavba klíčová pro mezinárodní dopravu. Stavební práce byly tak rychle obnoveny a výstavba pokračovala východně od Slavonského Brodu. V roce 1996 tak došlo ke zprovoznění úseku o délce 10 km východně od města až do vesnice Oprisavci. V oblasti se nicméně objevila řada archeologických nalezišť, které odhalily četné průzkumy. Na přelomu století následovalo ještě 11 km do Veliké Kopanice, roku 2001 úsek Bregana – Jankomir o délce 13,67 km, roku 2003 potom Velika Kopanica – Županja dlouhý 25,95 km a v roce 2006 dosáhla dálnice konečně státní hranice se Srbskem u Lipovace, čímž byla stavba zcela dokončena. Finální délka dálnice tak činila 306,44 km.
Dopravní značení na této dálnici bývá často ukazováno jako symbol špatných vztahů mezi Srby a Chorvaty v regionu. Do chorvatské války na nezávislost všechny návěsti ve směru ze Záhřebu uváděly jako cílovou destinaci Bělehrad (srbské hlavní město), nicméně toto bylo změněno po válce na město Lipovac, které se nachází poblíž hranice. Později bylo z důvodu praktičnosti nahrazeno trochu většími městy, jako jsou Slavonski Brod, Županja nebo Osijek; Bělehrad se objevuje až od Slavonského Brodu dál. Stejně tak na navazující srbské dálnici není uváděn Záhřeb (který byl do války), ale na místo něj jsou na orientacích města Šid, Ruma nebo další v regionu Sremu, která se nacházejí poblíž hranice.
Na dálnici A3 byly později napojeny další chorvatské dálnice stejné třídy; dálnice A5, která spojuje Osijek se Slavonským Brodem (u vesnice Stružani). Výhledově má vzniknout ještě další dálniční křižovatka, a to u Okučanů, kde se napojí dálnice Gradiška–Banja Luka, směřující na jih do Bosny a Hercegoviny. V roce 2005 byla tato dálniční křižovatka dokončena částečně jako nájezd, který může být později rozšířen do podoby mimoúrovňového křížení typického dálničního čtyřlístku.
V roce 2021 se v souvislosti s úmrtím známého regionálního písničkáře Đorđe Balaševiće objevila iniciativa pojmenovat dálnici po něm.

## Význam

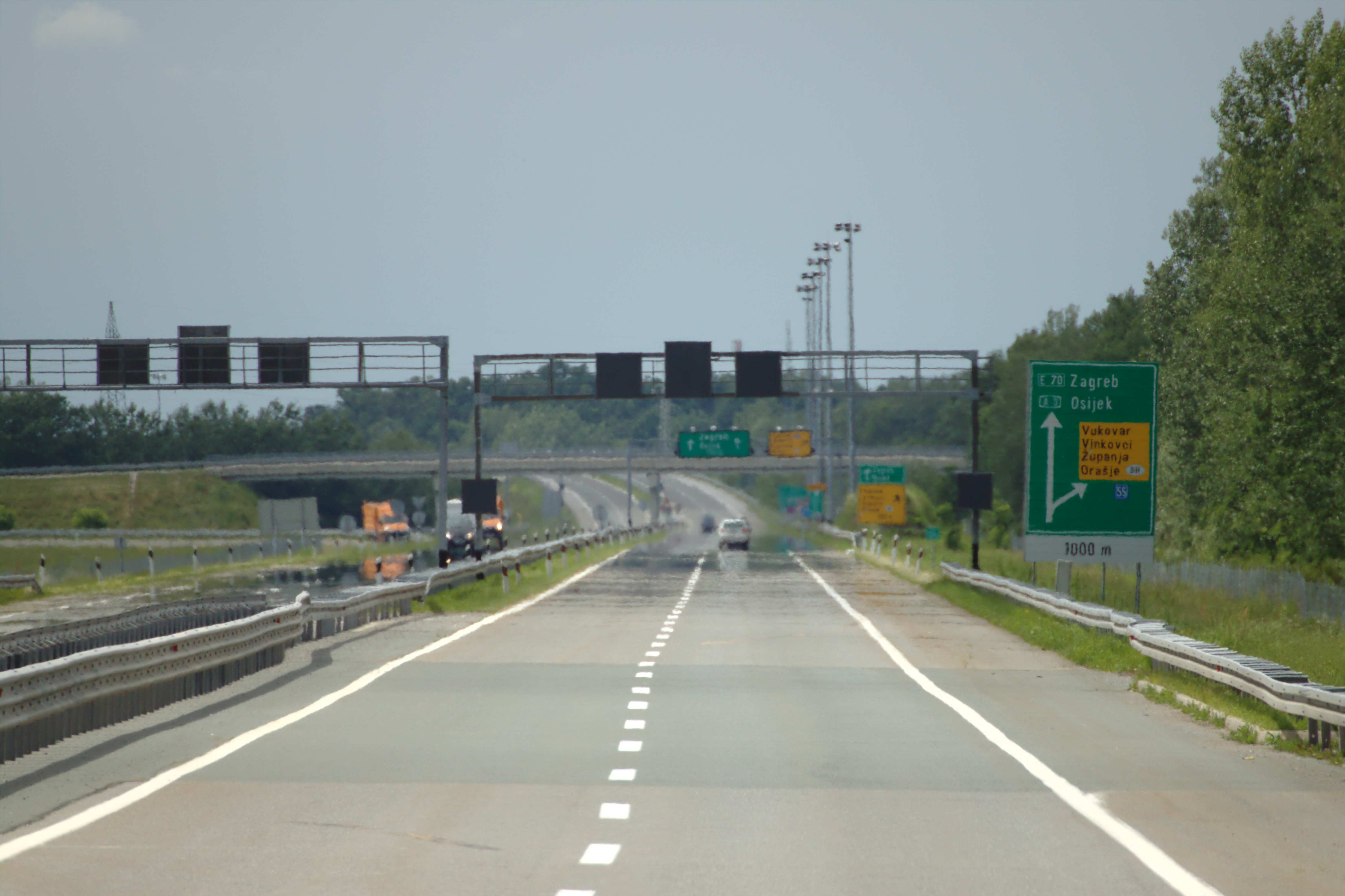
Dálnice u města Županja

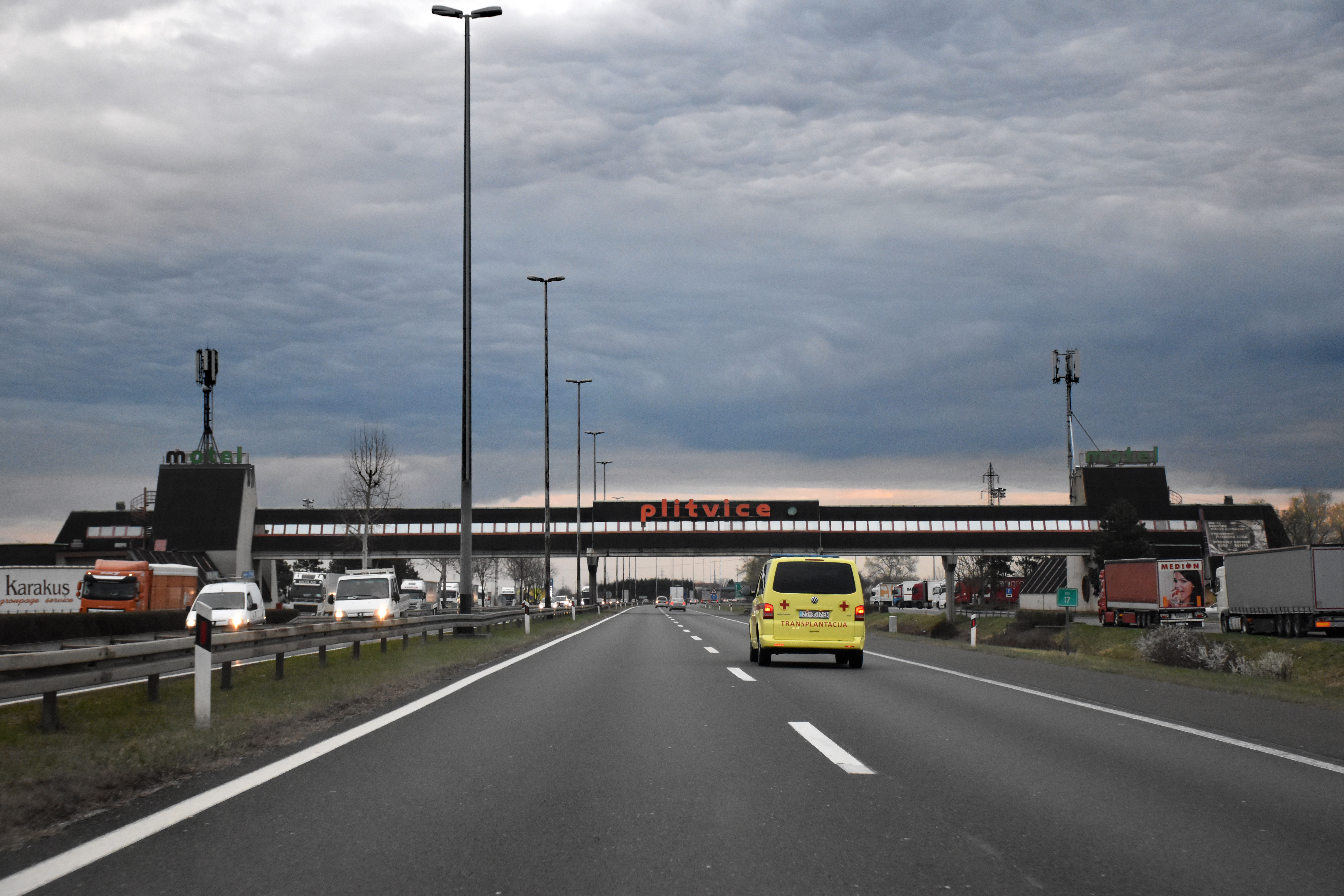
Odpočívadlo "Plitvice" u Záhřebu

Dálnice má klíčový význam pro Chorvatsko i pro region. Je součástí Panevropského koridoru 10, spojuje západní Evropu s Balkánem a Tureckem. Vznikla v místě tradičního mezinárodního dopravního tahu. 

## Mýtné
Dálnice je zpoplatněna, platí se na ní mýtné. Jeho cena je stanovena podle kategorie vozidla a ujeté vzdálenosti. Mezi křižovatkami Bregana a Jankomir činilo roku 2024 0,9 eur pro osobní vozidla; na východní části dálnice se pohybuje od 1,5 eura do 16,90 eur podle ujeté vzdálenosti. Obchvat Záhřebu zpoplatněn není.
V období od ledna do srpna 2009 byla pro Hrvatske autoceste, které jsou provozovatelem dálnice, tato komunikace nejvýnosnější ze všech chorvatských dálnic.

## Odpočívadla
Na dálnici se nachází řada odpočívadel. Od západu na východ to jsou: Gradna (hned za slovinským hraničním přechodem), dále Plitvice (u Záhřebu, kde se nachází známý Motel Plitvice), Ježevo (před Ivanić Gradem), Križ (za stejnojmenným výjezdem), Stari Hrastovi (za Popovačou), Lipovljani, Novska (za stejnojmenným městem), Nova Gradiška, Marsonija, Marsonija (na obchvatu Slavonského Brodu), Sredanci (před křižovatkou s dálnicí A5), Babina Greda, Rastovica, Bošnjaci a Spačva (poslední před státní hranicí se Srbskem). 
Všechna odpočívadla jsou osvětlená. Dálnice je oplocená.

## Intenzita dopravy

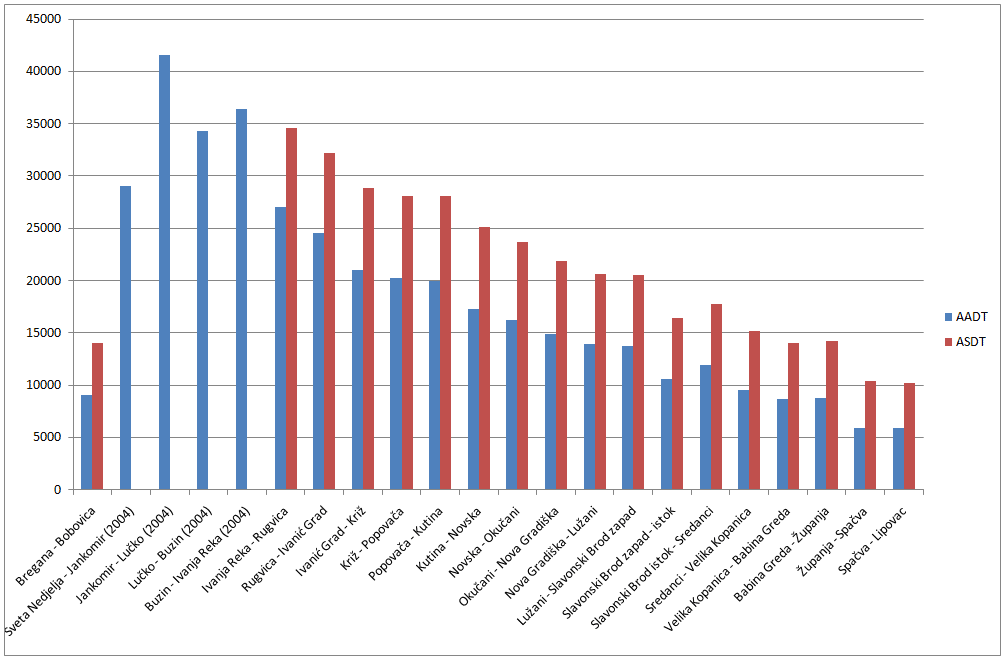
Intenzita dopravy na dálnici; klesající je ve směru k srbské hranici

Režim výběru mýtného umožňuje zjišťovat statistiky počtu vozidel, které dálnici využívají. Nejvyšší průměrná hodnota z hlediska intenzity provozu na úsecích okolo města Záhřebu (v roce 2004), jednalo se o 41 549 vozidel denně a to v části Jankomir – Lučko. Přes mýtnici Ivanja Reka projelo roku 2009 průměrně až 27 049 vozidel denně, v letních měsících se tento počet zvyšoval téměř na 35 tisíc. Počet vozidel klesá lineárně od Záhřebu směrem na východ a na příhraničním úseku Spačva – Lipovac u srbské hranice činil jen něco málo okolo 5,8 tisíc. 
Poměrně značný rozdíl je mezi intenzitou provozu během letních měsíců a zbytku roku.
| \|Statistika hustoty dopravy |        |        |                                                          |
| Místo sčítání (mýtnice)      | AADT   | ASDT   | Poznámky                                                 |
| 1910 Bobovica                | 9 046  | 14 065 | Mezi hraničním přechodem Bregana a mýtnicí Bobovica      |
| 1909 Bregana                 | 9 444  | 14 786 | Mezi mýtnicí Bobovica a výjezdem Sveta Nedelja           |
| Jankomir                     | 41 549 | -      | Na úseku Jankomir-Lučko v roce 2004                      |
| 2013 Ivanja Reka             | 27 046 | 34 543 | Medzi mýtnicou Ivanja Reka a výjezdem Rugvica            |
| 2027 Rugvica                 | 24 508 | 32 159 | Mezi výjezdy Rugvica a Ivanić Grad                       |
| 2114 Ivanić Grad             | 21 055 | 28 861 | Mezi výjezdy Ivanić Grad a Križ                          |
| 2121 Križ                    | 20 215 | 28 061 | Mezi výjezdy Križ a Popovača                             |
| 2118 Popovača                | 19 973 | 28 090 | Mezi výjezdy Popovača a Kutina                           |
| 3302 Kutina                  | 17 286 | 25 113 | Mezi výjezdy Kutina a Novska                             |
| 3405 Novska                  | 16 187 | 23 710 | Mezi výjezdy Novska a Okučani                            |
| 3407 Okučani                 | 14 924 | 21 911 | Mezi výjezdy Okučani a Nova Gradiška                     |
| 3510 Nova Gradiška           | 13 888 | 20 667 | Mezi výjezdy Nova Gradiška a Lužani                      |
| 3514 Lužani                  | 13 770 | 20 515 | Mezi výjezdy Lužani a Slavonski Brod-zapad               |
| 3511 Slavonski Brod-zapad    | 10 581 | 16 464 | Mezi výjezdy Slavonski Brod-zapad a Slavonski Brod-istok |
| 3609 Slavonski Brod-istok    | 11 888 | 17 742 | Mezi výjezdy Slavonski Brod-istok a křižovatkou Sredanci |
| 3617 Sredanci                | 9 571  | 15 183 | Medzi křižovatkou Sredanci a výjezdem Velika Kopanica    |
| 3613 Velika Kopanica         | 8 675  | 14 049 | Mezi výjezdy Velika Kopanica a Babina Greda              |
| 3714 Babina Greda            | 8 772  | 14 190 | Mezi výjezdy Babina Greda a Županja                      |
| 3716 Županja                 | 5 925  | 10 350 | Mezi výjezdy Županja a Spačva                            |
| 3807 Spačva                  | 5 865  | 10 266 | Mezi výjezdy Spačva a Lipovac                            |

- AADT: průměrná roční hustota dopravy
- ASDT: průměrná hustota dopravy v letních měsících

## Výjezdy
- Exit 1 Bobovica
- Exit 2 Sveta Nedelja
- Exit 3 Jankomir (Zagreb-zapad), Krapina, Maribor (SLO)
- Exit 4 Lučko, Rijeka, Split
- Exit 5 Buzin, Sisak
- Exit 5a Jakuševec (dálnice A11)
- Exit 5b Kosnica
- Exit 6 Ivanja Reka, Varaždín (dálnice A4)
- Exit 6a Rugvica
- Exit 7 Ivanić Grad
- Exit 7a Križ
- Exit 8 Popovača
- Exit 9 Kutina
- Exit 9a Lipovjlani
- Exit 10 Novska
- Exit 11 Okučani, Banja Luka (BiH)
- Exit 12 Nova Gradiška, Požega
- Exit 13 Lužani
- Exit 14 Slavonski Brod-zapad
- Exit 15 Slavonskii Brod-istok
- Exit 16 Stredanci (dálnice A5), Osijek
- Exit 17 Velika Kopanica
- Exit 18 Babina Greda
- Exit 19 Županja, Sarajevo (BiH)
- Exit 20 Spavča
- Exit 20 Lipovac, Vukovar

## Dopravní nehody
Vzhledem ke své délce dochází na dálnici k dopravním nehodám. Zahynuli zde např. makedonský zpěvák Toše Proeski či zpěvačka Dolores Lambaša.